# 谷歌效应
谷歌效應（Google Effect）又稱數位健忘症（Digital Amnesia），指人類因過度依賴網路儲存資訊而導致記憶模式改變的認知現象。此概念最早由心理學家Betsy Sparrow於2011年在《Science》期刊提出，後經卡巴斯基實驗室2015年跨國調查實證，現已成為數位時代認知心理學的重要研究範疇。

## 歷史
這種現象首先由Betsy Sparrow（哥倫比亞大學）、Jenny Liu（威斯康星大學-麥迪遜分校）和丹尼爾·M·韋格納（哈佛大學）在他們2011年7月的論文中描述和命名。 該研究分為四個部分。第一部分讓受試者回答一系列簡單和困難的知識問題，然後執行一項修改版的斯特魯普任務，涉及日常用詞和與科技相關的詞彙，如「螢幕」和「Google」。受試者對科技詞彙的反應較慢，尤其是在困難的問題之後，表明知識問題使他們產生了對電腦的啟動效應。在第二個實驗中，受試者閱讀了一系列知識性陳述。其中一半被告知這些陳述會被保存並可在之後查閱；另一半則被明確指示嘗試記住它們。隨後兩組都接受了對這些陳述的回憶測試。在第三部分中，受試者閱讀並輸入知識性陳述，並被告知他們的輸入被刪除、保存或保存在特定位置。之後，他們接受了一項辨認任務，被問及是否見過確切的陳述，它是否被保存，如果被保存，保存在哪裡。在最後一部分，受試者再次輸入知識性陳述，並被告知每條陳述都被保存在一個通用名稱的資料夾中（如「項目」、「事實」）。然後他們接受了兩項不同的回憶任務：一項針對陳述內容，一項針對每條陳述被保存的特定資料夾。
「數位失憶症」一詞由卡巴斯基實驗室在2015年針對一項未經同行評審的調查結果所創造，該安全廠商表示，「結果顯示『Google效應』可能超出了線上事實的範疇，擴展到包括重要的個人信息。」 調查顯示，91%的人使用網際網路，44%的人使用他們的智慧型手機來查找資訊，而不是記住細節。 卡巴斯基實驗室在美國調查了1000名年齡在16歲到55歲以上的消費者。在大多數情況下，人們無法記住本應熟悉的重要信息，如電話號碼，這導致結論認為他們忘記這些信息是因為通過設備查找信息的便捷性。

## 溯源
交互记忆最初是为了研究群体行为而提出的假说，随后被引入到了组织研究领域，不过在2011年Sparrow的研究中首次被应用到了有关互联网的社会认知研究中。当Wenger提出交互记忆的时候，他描述的是一种把组织中其他成员作为一种体外记忆装置的图景。诚然，我们之前使用的书籍笔记以及各种影音资料都是作为体外记忆装置所存在的。但是我们无法把某一领域的所有专业知识存放在单一的一个装置里面，即使可以，我们也无法在“不作为”的前提下完成这项工作。简单来说这些物体都是静止的，无法和人类完成交互行为，也就无法形成交互记忆。更不用提可检索性与可获取性。但是互联网的出现，这个比传统媒体更加动态化的事物的出现，使得它可以像个体一样参加到简单的交互记忆系统中来。

## 具体
Sparrow(2011)认为人们在对待未来可能会用到的信息时，对于信息的具体内容的记忆效果较差，但是对于消息的保存位置的记忆效果较好。为了证明自己的观点，Sparrow进行了一系列的实验。在实验1中，被试们分别被要求回答一组简单问题和一组复杂问题，然后接受反应时间的测量。回答完复杂问题的被试们对于谷歌或者雅虎等代表着搜索引擎的名词的反应时间明显变长。这就说明，当被试们需要获取信息的时候，他们会联想到搜索引擎；在实验2中，被试被要求阅读电脑屏幕上的句子并且尽可能记住这些句子。一部分被试被告知这些句子会被存储，另一部分被试者则被告知这些句子会被删除。确信句子会被删除的被试们在记忆句子的成绩上得分更好，也就证明当我们得知信息在未来还有可能接触到时，我们的记忆效果并不好；在实验3中，被试们被要求在电脑上输入句子，三分之一的句子会在输入完成后显示“已保存”，三分之一的句子会显示“已保存在（XX文件夹）”，三分之一的句子会显示“已删除”。在接下来的测试中，显示“已删除”的句子的记忆效果最好。在实验4中，被试们在电脑上输入句子时会被清楚告知句子被保存在某个文件夹。结果更多的人记住了句子被保存在哪里而不记得句子的具体内容。研究最后总结道，个体正在与互联网建立起一种交互记忆系统，通过这一系统取代了过去个体不得不将信息内化的过程。Sparrow将这一现象称为“谷歌效应”。

## 数码失忆
此外，卡巴斯基实验室在2015年进行的一次调查报告中使用了“数码失忆”这一名词，用以描述“把重要资料保存在数码设备裡结果导致忘掉了资料本身内容”的行为。这一调查涉及到美国的1000位16岁至55岁的消费者。调查结果显示谷歌效应已经从网络上的内容蔓延到了个人信息。很多人会乐于忘记，或者说不在乎忘记类似亲人的电话号码这些应该熟记的内容，因为这些内容都可以轻松地重新通过“一下点击”找回。九成的网络使用者表示将网络作为大脑的外部存储，四成的智能手机用户承认手机是他们记忆的一部分。

## 争议
研究者们似乎并不担心这一现象。Mills & Wilmber表示大脑的适应性极强，会忘记那些过时的不经常用到的信息来减轻记忆的负荷，而我们只要想记住就还是可以记住的。从这一点来看，遗忘并不是什么坏事。Sparrow也表示“尽管我们还要继续讨论保持联网状态的坏处，不过好处是现在至少我们可以获取海量般的信息了。”